# Танабата
Танабата (яп. 七夕, «Сьомий вечір») — японське традиційне свято, що відзначається щороку 7 липня.

## Легенда
Сюжет давньої китайської легенди послугував основою цього романтичного свята. Герої легенди — дві зорі, які на небосхилі знаходяться одна проти однієї і розділені Чумацьким Шляхом. Це Волопас або, як його називають інакше, Пастух (зоря Альтаїр в сузір'ї Орла) і Ткаля (зоря Вега в сузір'ї Ліри), яку японською мовою називають Танабата.
Принцеса Ткаля, дочка небесного царя-митця, яка разом з батьком пряла небесну парчу — хмари. Одного разу вона відволіклася від роботи і побачила неподалік прекрасного юнака — Волопаса, який пас корів. Обоє з першого погляду полюбили один одного і покинули роботу, чим розгнівали батька дівчини. Він звелів розлучити закоханих і наказав стояти їм все життя по обидві сторони Чумацького Шляху. Зустрічатися вони могли тільки раз на рік — 7 липня, тобто в день, коли зорі максимально зближуються.

## Святкування

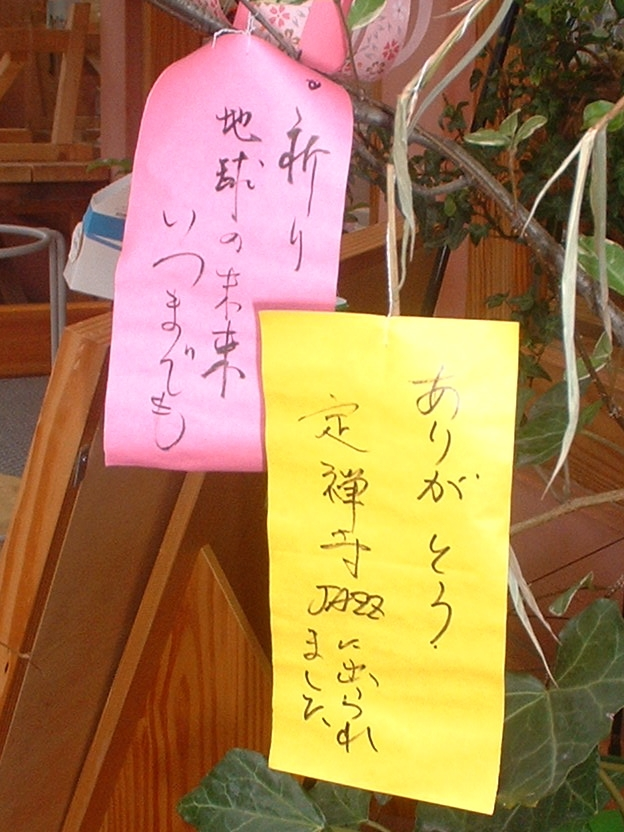
Папірці з побажаннями

В день свята перед дверима будинків і воротами садів підвішують бамбукові гілки, до яких прикріплюють довгі тонкі паперові смужки, на яких написано різні побажання. Вважалося, що це допоможе стати майстерним каліграфом або поетом, оскільки Танабата ще й покровителька мистецтв. Їй же робиться підношення у вигляді вирізаних з паперу кімоно.
Пастухові підносять п'ять різнокольорових ниток — зелену, червону, білу, пурпурову і чорну. У нього просять хорошого врожаю, оскільки Волопас протегує хліборобам. Потім бамбукові гілки з прикріпленими до них подарунками кидають в найближчі річки, щоб бажання збулося. Святові Танабата присвячені численні легенди, поеми, п'єси театру Но, оповідання та вірші, які дійшли до нас через століття.
Під час свята Танабата багато уваги приділяється дітям. Свято широко відзначається в дитячих садах і школах, де діти готують до нього свої підношення — зразки каліграфії, пісні, танці, вистави. Свято має й другу назву — Хосі. Романтична легенда про зірок породила народне свято з феєрверком, парадами, барвистим оформленням вулиць. Більшість провінцій святкує Танабату 7 липня, і тільки в містах Сендай та Саку цей фестиваль проводять наступного місяця. На вулиці міст цього дня виходять не менш двох мільйонів чоловік.
Вважається, що будь-яке бажання, загадане при зорях під час свята Танабата, здійсниться. Але якщо вечір свята виявиться дощовим, здійснення мрій доведеться чекати до року. За три дні фестивалю в небо запускаються феєрверки. Головні вулиці міста прикрашаються ліхтарями і барвистими вивісками, будинки прикрашають смугами паперу з добрими побажаннями, оригамі, талісманами.
У стародавньому Китаї це свято святкували фестивалем присвяченим «Жінці сьомого місяця». Коли ця традиція перекочувала в Японію, десь в шостому столітті, японці перейменували фестиваль. Вони назвали його Танабата, комбінуючи ієрогліфи «сім» і «вечір».